# 장도 (인천광역시 남동구)
장도(獐島)는 인천광역시 남동구 논현동에 있던 섬이다. 섬의 최고봉은 해발고도 약 40m인 구릉이었으며, 산 모양이 노루와 닮았기에 노루목이나 노렴으로도 불렸다.
조선 말기에 논현포대, 북성포대, 제물포대, 묘도포대, 호구포대 등과 함께 화도진에 소속된 포대인 장도포대가 있었다. 장도포대는 2001년 4월 2일 인천문화재자료 제19호로 지정되었다.